# Eduard von Waldow und Reitzenstein

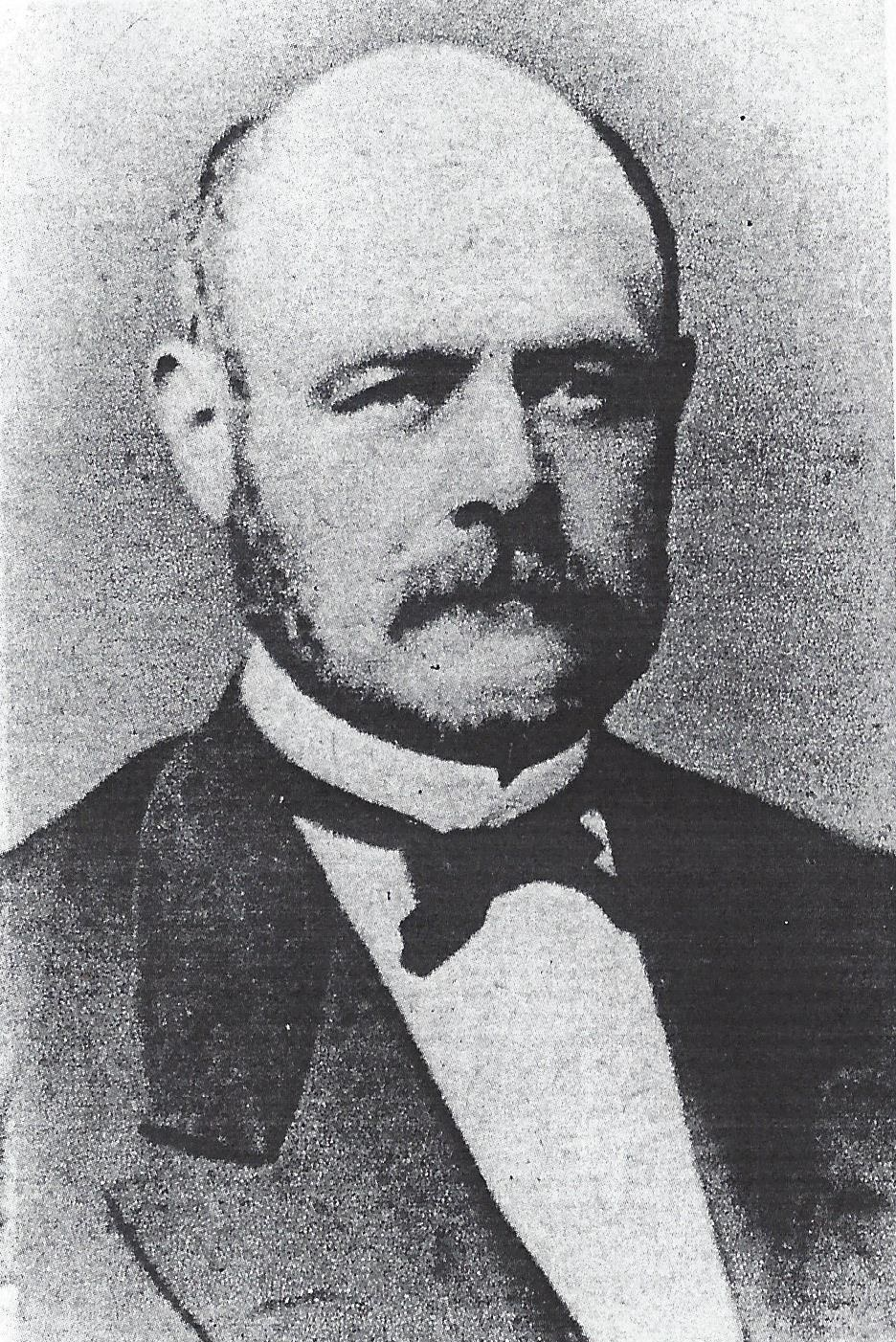
Eduard von Waldow und Reitzenstein

Eduard von Waldow und Reitzenstein, in zeitgenössischen Darstellungen auch von Waldaw und Reitzenstein (* 5. Juli 1796 auf Gut Reitzenstein; † 22. April 1873 ebenda) war ein deutscher Rittergutsbesitzer und Politiker im Königreich Preußen.

## Leben
Nachdem er 1813/14 an den Befreiungskriegen teilgenommen hatte, studierte Eduard von Waldow Rechtswissenschaft an der neuen Friedrich-Wilhelms-Universität Berlin. Er übernahm 1818 die Bewirtschaftung der Familiengüter und besaß die Güter Reitzenstein, Hammer, Költschen, Königswalde, Osterwalde und Waldowstrenk im Kreis Sternberg. Von 1818 bis 1865 war er Repräsentant der Rittergutsbesitzer beim Deichamt des Warthebruchs. Er war für sechzehn Jahre Vorsitzender der Landarmendirektion der Neumark und Ritter des Johanniterordens.
1847 gehörte er dem Vereinigten Preußischen Landtag an, von 1849 bis 1851 der Ersten Kammer des Preußischen Landtags und 1854 wurde er Mitglied des Preußischen Herrenhauses auf Lebenszeit. Außerdem gehörte er dem brandenburgischen Provinziallandtag an. Von 1867 bis 1871 war er Abgeordneter im Reichstag des Norddeutschen Bundes für den Wahlkreis Frankfurt 5 (Sternberg). In dieser Eigenschaft war er gleichzeitig auch Mitglied des Zollparlaments. Er gehörte der Konservativen Partei an.